# The Best of Ich Troje
The Best of Ich Troje – kompilacja nagrań polskiej grupy muzycznej Ich Troje. Wydawnictwo ukazało się 28 kwietnia 2003 roku nakładem Universal Music Polska.
Nagrania dotarły do 1. miejsca zestawienia OLiS. 19 maja 2003 r. album uzyskał status platynowej płyty.

## Lista utworów
CD 1
1. Pokaż swoją twarz (nowość)
2. Mam już dość!
3. Powiedz
4. Babski świat (nowość)
5. Razem, a jednak osobno
6. Tango straconych
7. Miłość i zdrada (tango)
8. Szarość dnia
9. Walczyk bujaj się (z płyty „Spooko, to tylko płyta”)
10. Wypijmy za to!
11. Mandy
12. Lecz to nie to
13. Spóźnieni kochankowie
14. Tobą oddychać chcę
15. Dla Ciebie

CD 2
1. Keine Grenzen/Żadnych granic (nowość)
2. A wszystko to... (bo ciebie kocham)!
3. Kochaj mnie kochaj (wersja polska)
4. Prawo
5. Ci wielcy
6. Kołysanka dla Ani
7. Nienawiść
8. Ja chcę
9. To tylko chwila
10. Nasz pierwszy raz ostatni raz
11. Zawsze pójdę w twoją stronę
12. Baby Sittin' Boogie (cover po polsku ze składanki pisma „Naj”)
13. Kochać kobiety
14. Zawsze z tobą chciałbym być... (przez miesiąc)!
15. Na Na Na (polska wersja Liebe macht Spaß) (nowość)